# Acanthocinus carinulatus
Acanthocinus carinulatus är en skalbaggsart som först beskrevs av Friedrich-August von Gebler 1833.  Acanthocinus carinulatus ingår i släktet Acanthocinus och familjen långhorningar. Inga underarter finns listade i Catalogue of Life.